# Casa de los Abarca
Casa de los Abarca, také známý jako Palác lékařů královny (Palacio de los Doctores de la Reina), je palác v gotickém a renesančním slohu ve španělském městě Salamance. Byl postaven v 16. století pro Fernanda Gonzáleze Abarcu, lékaře katolických monarchů. Na fasádě jsou erby rodu Abarců a sňatkem spřízněného rodu Alcarazů spolu se znaky španělských králů. Roku 1671 byl pronajat Colegiu de Alcántara a poté zde sídlil řád augustiniánů. Roku 1942 dům koupil španělský stát. Od roku 1946 zde sídlí muzeum Salamanky.
Roku 1921 byl prohlášen španělskou kulturní památkou.